# Tales from the Loop (jogo de RPG)
Tales from the Loop  (em sueco:  Ur Varselklotet ) é um RPG de mesa de ficção científica de história alternativa desenvolvido por Nils Hintze, baseado nas obras de Simon Stålenhag. O livro foi originalmente publicado em 2017 pela Free League Publishing, a divisão internacional da editora sueca de jogos e livros Fria Ligan AB, e Modiphius Entertainment. Posteriormente, em 2020, o livro ganhou uma edição em português publicada pela Galápagos Jogos e pela Sagen Editora. O jogo foi feito em cima do Year Zero Engine criado por Tomas Härenstam, que também atuou como editor e gerente do projeto.
O RPG era originalmente uma das metas estendidas da campanha do Kickstarter para  a publicação do artbook, mas foi posteriormente financiado por uma campanha do Kickstarter da Fria Ligan AB, que superou sua meta de crowdfunding e arrecadou um total de 3.745.896 kr (cerca de 1.829.423 reais na cotação de 2023) com 5.600 apoiadores. 
A expansão Things from the Flood ( em sueco:  Flodskörden), baseada no artbook de mesmo nome, que também foi financiado por uma campanha Kickstarter, arrecadando um total de 4.249.903 kr com 5.824 apoiadores.

## Visão geral do jogo

### Ambientação
Tales from the Loop tem dois cenários disponíveis no livro de regras. O primeiro cenário é uma versão alternativa das Ilhas Mälaren, que fica ao oeste da capital sueca, Estocolmo. O segundo cenário incluído, que foi criado pois umas das metas estendidas no Kickstarter foi alcançada, fica em uma cidade baseada em Boulder City, Nevada, nos Estados Unidos. Dentro do livro, existe um guia que mostra passo a passo para os jogadores criarem suas próprias cidades no jogo. Esse guia foi incluído após cumprirem mais uma meta estendida no Kickstarter. Um capítulo chamado de "Hometown Hack" aparece em um livro suplementar, Tales from the Loop: Our Friends The Machines & Other Mysteries.
Em Tales from the Loop, uma história é chamada de mistério. Os jogadores jogam como a Molecada, um grupo de amigos, com idades entre 10 e 15 anos, que vivem no final dos anos 80. As crianças encontram máquinas e criaturas que surgiram por conta do Loop, um enorme acelerador de partículas subterrâneo construído no final da década de 60.

### Mecânicas de jogo
Tales from the Loop segue 6 princípios básicos que tentam ajudar o Mestre e os jogadores a criar os sentimentos e o enredo para o mistério: 
 
1. "Sua cidade está cheia de coisas estranhas e fantásticas"
2. "A vida cotidiana é entediante e cruel"
3. "Adultos são inalcançáveis e ausentes"
4. "As terras do Loop são perigosas, mas Crianças não morrem
5. "O jogo é jogado cena a cena"
6. "O mundo é descrito colaborativamente"

As crianças são os personagens dos jogadores. O jogo oferece muitas opções para os jogadores escolherem, mas a categorização principal para uma criança é baseada em seu arquétipo, algo que não é muito diferente de como funciona uma classe de personagem em Dungeons & Dragons e outros RPGs de mesa. As opções incluem CDF, Popular e Esquisitão/Esquisitona.
Things from the Flood é uma DLC independente que possui novos personagens, além dos personagens trazidos do jogo anterior. A mecânica permanece praticamente a mesma, com duas diferenças: os personagens dos jogadores são um pouco mais velhos e a morte pode acontecer.

## Recepção
Shut Up &amp; Sit Down elogiou Tales from the Loop por seu cenário confortável e contemporâneo, regras simples que tornam o jogo fácil de jogar e a alternância entre a ficção científica e a vida das crianças. Mas critica seu sistema de arquétipos, observando como o uso de "caipira" soa depreciativo e sugerir em "Orgulho", para o Esquisitão, ser homossexual - a única menção disso no jogo inteiro - é estranho. Geek &amp; Sundry nomeou Tales from the Loop como o melhor lançamento de RPG de 2017 e elogiou as artes de Stålenhag, a natureza colaborativa entre o Mestre e os jogadores e a simplicidade do jogo.
Em uma crítica de Tales from the Loop da Black Gate, Andrew Zimmerman Jones disse: "Embora não seja baseado diretamente em uma franquia já estabelecida, ele se baseia de forma rica em elementos da cultura popular que o farão ressoar em muitos jogadores. O foco na interpretação também significa é um bom jogo para pessoas que não gostam de aprender muitas regras novas." 
| Ano  | Categoria             | Instituição         | Referência |
| ---- | --------------------- | ------------------- | ---------- |
| 2017 | Melhor Arte, Interior | Prêmios ENnie       | [ 9 ]      |
| 2017 | Melhor Jogo           | Prêmios ENnie       | [ 9 ]      |
| 2017 | Melhor Regras         | Prêmios ENnie       | [ 9 ]      |
| 2017 | Melhor Escrita        | Prêmios ENnie       | [ 9 ]      |
| 2017 | Produto do Ano        | Prêmios ENnie       | [ 9 ]      |
| 2017 | RPG do ano            | Prêmio Geek de Ouro | [ 10 ]     |